# Vũ Tiến (xã)
Vũ Tiến là một xã cũ thuộc huyện Vũ Thư, tỉnh Thái Bình, Việt Nam.
Xã Vũ Tiến có diện tích 7,83  km², dân số năm 2009 là 9.575 người, mật độ dân số đạt người/km².

## Địa lý
Xã Vũ Tiến nằm ở tả ngạn sông Hồng. phía đông giáp xã Vũ Đoài, phía tây và phía nam giáp với tỉnh Nam Định, phía bắc giáp xã Nguyên Xá, phía tây nam giáp xã Duy Nhất.

## Lịch sử
Theo Nghị quyết số 1666/NQ-UBTVQH15 ra tháng 6 năm 2025, sáp nhập tỉnh Thái Bình vào tỉnh Hưng Yên, giải thể đơn vị hành chính cấp huyện là Vũ Thư. Thành lập xã Vũ Tiên trên cơ sở hợp nhất diện tích tự nhiên và dân số của các đơn vị hành chính cấp xa của huyện này là Vũ Đoài, Duy Nhất, Hồng Phong và Vũ Tiến.

## Hành chính
Xã Vũ Tiến có 11 thôn gồm: Song Thủy, Đông Tiên, Văn Long, Ngọc Tiên, Quần Tiên, Bồng Lai, La Trạng, Tân Toản, Nam Tiên, Bát Tiên và Lục Tiên.

## Kinh tế
Vũ Tiến có trung tâm thương mại chợ Bồng Tiên, là nơi giao thương, buôn bán của các tiểu thương trong xã với các xã lân cận.

## Văn hóa
Tỷ lệ công dân theo đạo Thiên Chúa chiếm khoảng 44% gồm 4 giáo xứ tọa lạc đó là giáo xứ Bồng Tiên, Đông A, Trung Thành và An Châu.